# Tlapanecas
Os tlapanecas são um grupo étnico indígena do estado mexicano de Guerrero. 
A sua língua, Me'phaa, faz parte da família de línguas otomangues e a língua que lhe é mais próxima é a língua Subtiaba da Nicarágua. Actualmente os tlapanecas vivem nos estados de Morelos e Oaxaca além de Guerrero, num total de aproximadamente 75 000 pessoas.
Em tempos pré-colombianos habitavam a isolada zona montanhosa ao longo da Costa Chica de Guerrero, a sudeste da actual Acapulco. O seu território era chamado pelos astecas de Yopitzinco, que também se referiam aos tlapanecas como Yopi. Yopitzinco nunca foi conquistado pelos astecas e permaneceu um enclave independente no interior do império asteca. A principal cidade tlapaneca era Tlapan e o nome tlapaneca deriva do náuatle para habitante de Tlapan.

## Religião
Os tlapanecas explicam os fenómenos naturais através da mitologia, como o mito da criação do sol (Akha), da lua (Gon) e o deus do fogo (Akun mbatsuun), todos nascidos nas margens do rio e criados por Akuun ñee, deusa do temazcal e padroeira da dualidade quente/frio.
Outro elemento importante da cultura tlapaneca é o nagualismo. Quando nasce um bébé diz-se que ao mesmo tempo nasceu um animal e que esse animal é o nahual da criança. Ninguém, excepto a criança, sabe qual o animal que é o seu nahual pois este só se revela à criança e nos sonhos desta.